# 로쿠고정 (도쿄부)
로쿠고정(일본어: 六郷町)은 일본 도쿄부 에바라군에 일찍이 존재했던 정이다. 현재의 오타구 남부에 해당한다.

## 역사
- 1889년 5월 1일 - 정촌제 시행에 수반해 5촌이 합병해 로쿠고촌이 성립하였다.
- 1928년 4월 1일 - 정으로 승격해 로쿠고정이 되었다.
- 1932년 10월 1일 - 에바라군 전체가 도쿄시에 편입되어, 로쿠고정의 구역은 가마타구가 되었다.
- 1947년 3월 15일 - 가마타구, 오모리구와 합병해 오타구가 신설되었다.

## 교통

### 철도
- 국철 (→ JR동일본)
  - 도카이도 본선 (게이힌 도호쿠선
- 게이힌 전기철도 (현 게이힌 급행 전철)
  - 본선

### 도로
- 국도 제15호선